# ピアノ三重奏曲第3番 (ベートーヴェン)
ピアノ三重奏曲第3番 ハ短調 作品1-3（ピアノさんじゅうそうきょくだい3ばん ハたんちょう さくひん1-3）は、ルートヴィヒ・ヴァン・ベートーヴェンが1793年から1795年にかけて作曲したピアノ、ヴァイオリン、チェロの三重奏のための室内楽曲である。

## 概要
ベートーヴェンの師でもあるハイドンはこの曲を批判する一方で、「この三重奏曲が容易く理解され、聴衆から非常に好意的に受け止められるとは思わなかった。」とリースに伝えている。また、ベートーヴェンはこのハイドンからの批判を嫉妬であると発言している。
ベートーヴェンは、1817年に本曲をヴァイオリン2、ヴィオラ2、チェロの弦楽五重奏用に編曲し、作品104として出版した。

## 楽曲構成
第1楽章
アレグロ・コン・ブリオ、ハ短調、4分の3拍子、ソナタ形式。トゥッティで第1主題が提示される。第2主題は変ホ長調で歌われる。展開部は第1主題を変ホ短調で示して始まる。
第2楽章
アンダンテ・カンタービレ・コン・ヴァリアツィオーニ、変ホ長調、4分の2拍子。主題と5つの変奏、コーダからなる。主題は三部形式になっていて、まずピアノ独奏で静かに歌われ、弦を加えて繰り返す。中間部はピアノ独奏で奏される。
第3楽章
メヌエット、クワジ・アレグロ、ハ短調、4分の3拍子。メヌエットとあるが、主題に舞曲的性格はあまりない。トリオはハ長調で、ピアノが高音域から音階下行すると、チェロが主題を歌う。
第4楽章
プレスティッシモ、ハ短調、2分の2拍子、ソナタ形式。激しい序奏主題が奏されて後、第1主題がヴァイオリンで提示される。第2主題は変ホ長調。